# Gibson Steps
 (février 2021).
Si vous disposez d'ouvrages ou d'articles de référence ou si vous connaissez des sites web de qualité traitant du thème abordé ici, merci de compléter l'article en donnant les références utiles à sa vérifiabilité et en les liant à la section « Notes et références ».
Les Gibson Steps sont des escaliers se situant le long de la falaise dans la côte sud-ouest de l’Australie dans l'État de Victoria, le long de la « Great Ocean Road ». Ces escaliers se situent dans le parc national de Port Campbell. 

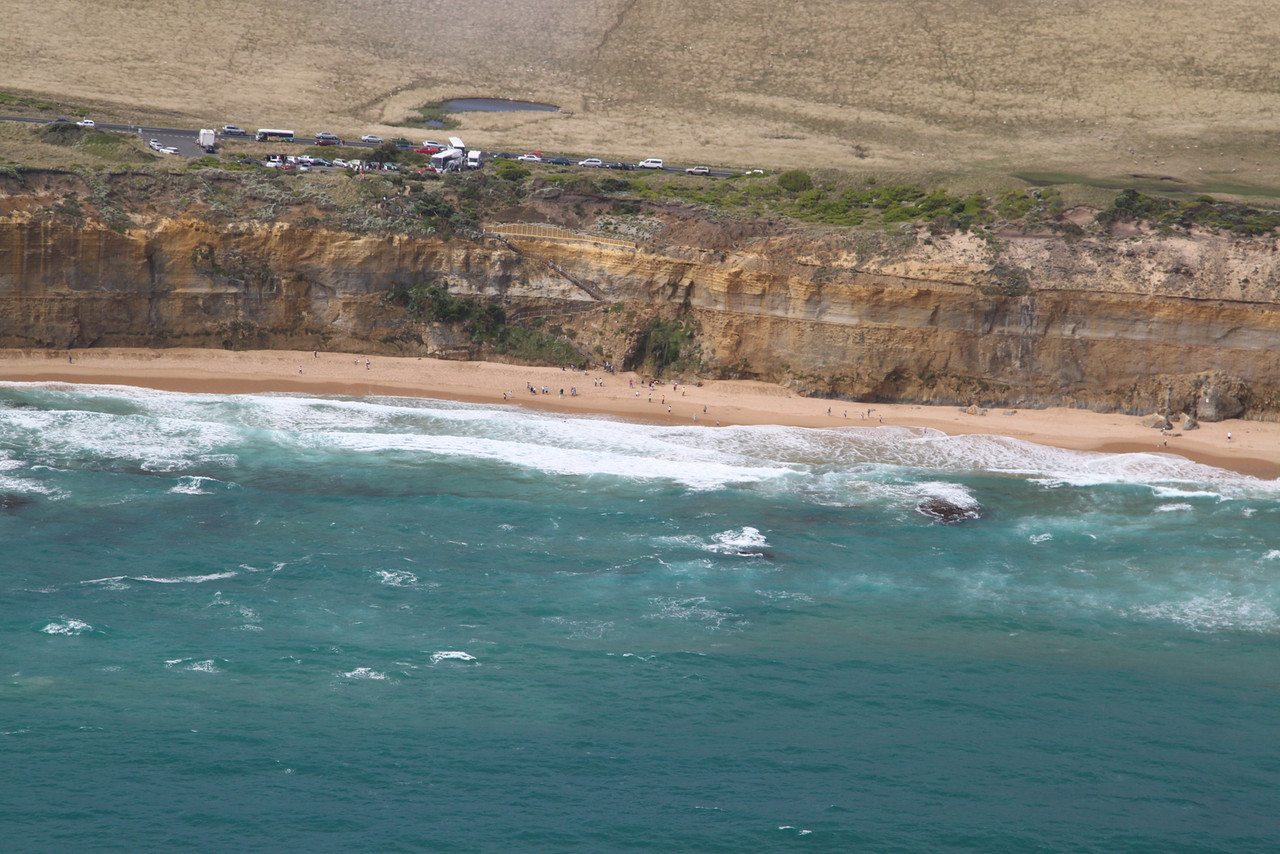
Vue d'ensemble des falaises des Gibson Steps.

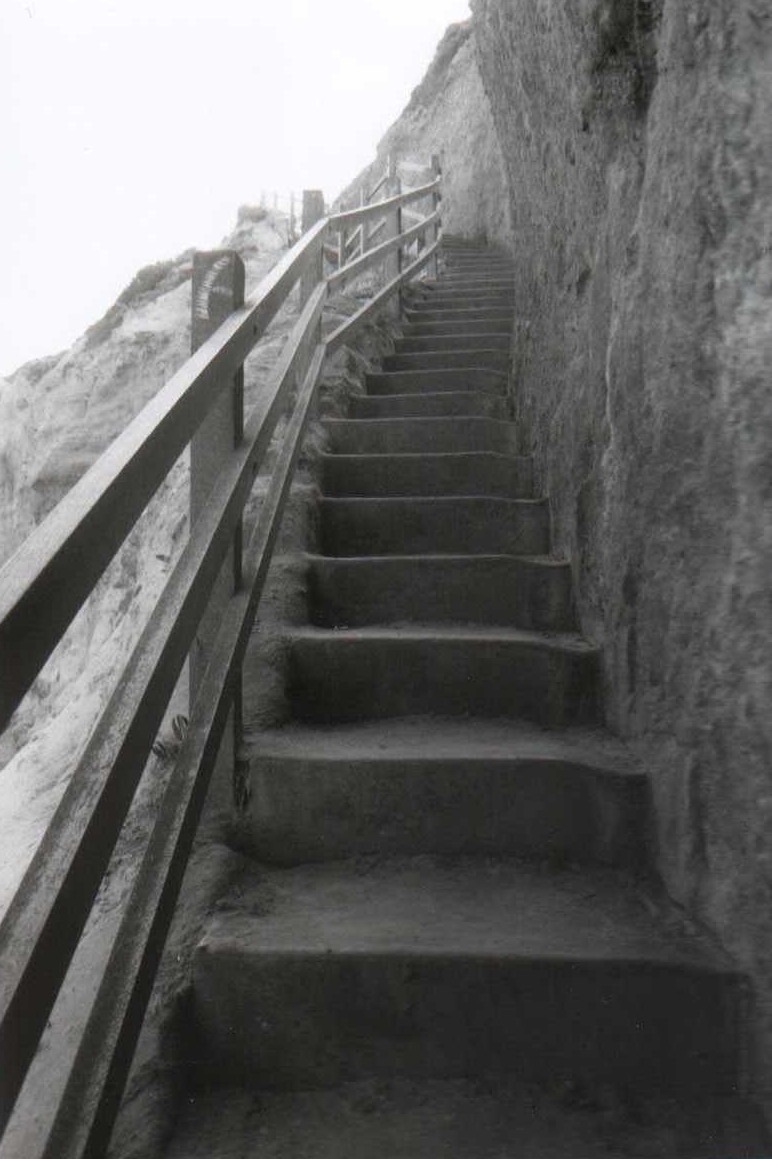
Les Gibson Steps.